# 王達 (嘉慶進士)
王達（？—？），順天宛平縣（今北京市區）人，清朝政治人物。
嘉慶六年（1801年）辛酉進士。道光五年（1825年）任湖北蒲圻縣（今屬湖北省赤壁市）知縣。